# Martin Niedermair
Martin Niedermair (* 1972 in Steyr, Oberösterreich) ist ein österreichischer Schauspieler und Sänger.

## Leben
Martin Niedermair erhielt von 1993 bis 1996 eine Ausbildung am Konservatorium der Stadt Wien. In den Saisonen 1999/2000 und 2001/02 war er Mitglied des Ensembles am Kabarett Simpl, wo er mit den Programmen Wurzel aus 2001 und Bla.Bla.Bla. auf der Bühne stand. Von 2004 bis 2008 war er am Schauspielhaus Wien als Ottone in Poppea, als Coppelius, Dappertutto und Mirakel in Hoffmanns Erzählungen, als Felix/Bassa Selim in Saray / Mozart alla turca und mit dem Einpersonenstück Das verräterische Herz (The Tell Tale Heart) zu sehen. Mit diesem Monolog trat er 2007/08 auch in Melbourne und Sydney, am Berliner Ensemble und beim Edinburgh Festival auf und war für seine Darstellung für den Green Room Award und den Helpman Award als bester männlicher Schauspieler nominiert.
Seit 2008 ist er am Theater in der Josefstadt bzw. den Kammerspielen der Josefstadt engagiert, wo er etwa die Rolle des Sigismund Sülzheimer im Weißen Rößl, den Joe in der Bühnenfassung von Manche mögen’s heiß, Lord Darlington in Lady Windermeres Fächer, Christopher Wren in der Mausefalle, Mortimer Brewster in Arsen und Spitzenhäubchen und Moricet in Wie man Hasen jagt von Georges Feydeau verkörperte. Im März 2025 spielte er an der Josefstadt in der österreichischen Erstaufführung von Das Vermächtnis von Matthew López, frei nach dem Roman Howards End von E. M. Forster, unter der Regie von Elmar Goerden die Rolle des Eric Glass.
Gastspiele führten in unter anderem an das Stadttheater Klagenfurt, die Bühne Baden, die Oper Graz und die Volksoper Wien, wo er als Rolf Gruber in Sound of Music debütierte. 2014 war er als Staatssekretär Doringer in der Fernsehserie CopStories zu sehen, 2016 stand er für Dreharbeiten zur Tatort-Folge Virus unter der Regie von Barbara Eder vor der Kamera.
In der 18. und 19. Staffel der Fernsehserie SOKO Kitzbühel verkörperte er die Rolle des Patrick, des Freundes von Ermittlerin Nina Pokorny.

## Filmografie (Auswahl)
- 2007: Seahorses
- 2014: CopStories (Fernsehserie, sechs Episoden)
- 2014: Die Detektive – Bis der Tod uns scheidet
- 2015: Nowak's Würstln
- 2016: SOKO Donau – Fehlzündung
- 2016: SOKO Kitzbühel – Gottvater
- 2017: Tatort: Virus
- 2017: Life Guidance
- 2018: Schnell ermittelt – Oleg Dinisowitsch
- 2018: Meiberger – Im Kopf des Täters (Fernsehserie)
- 2019: Walking on Sunshine (Fernsehserie)
- 2019: Wiener Blut
- 2019–2020: SOKO Kitzbühel (Fernsehserie)